# هسپرادین
هسپرادین (به انگلیسی: Hesperadin) یک ترکیب شیمیایی با شناسه پاب‌کم ۱۰۱۴۲۵۸۶ است. 